# Panamakanalen

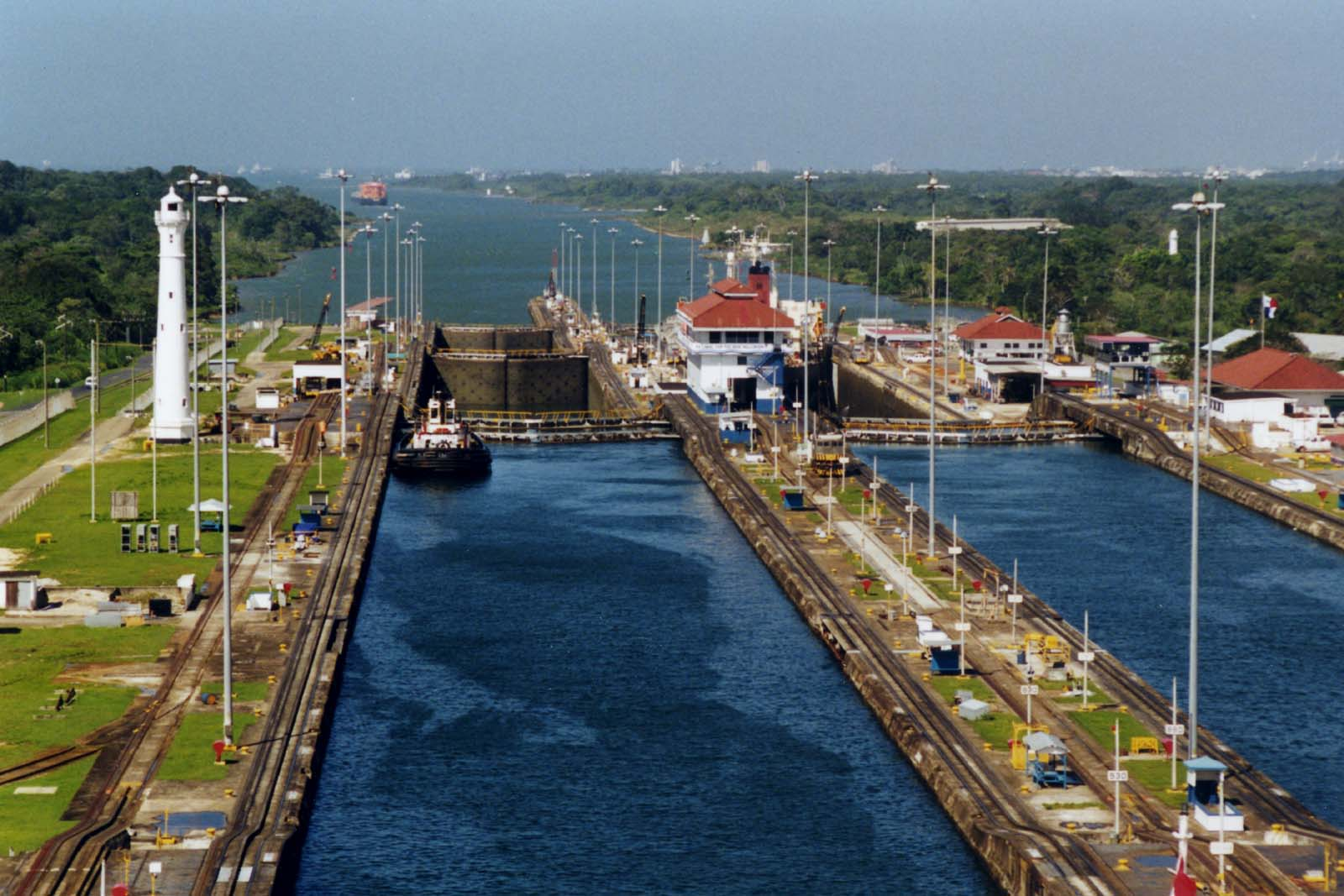
Gatúnslussarna, och Karibiska havet vid horisonten.

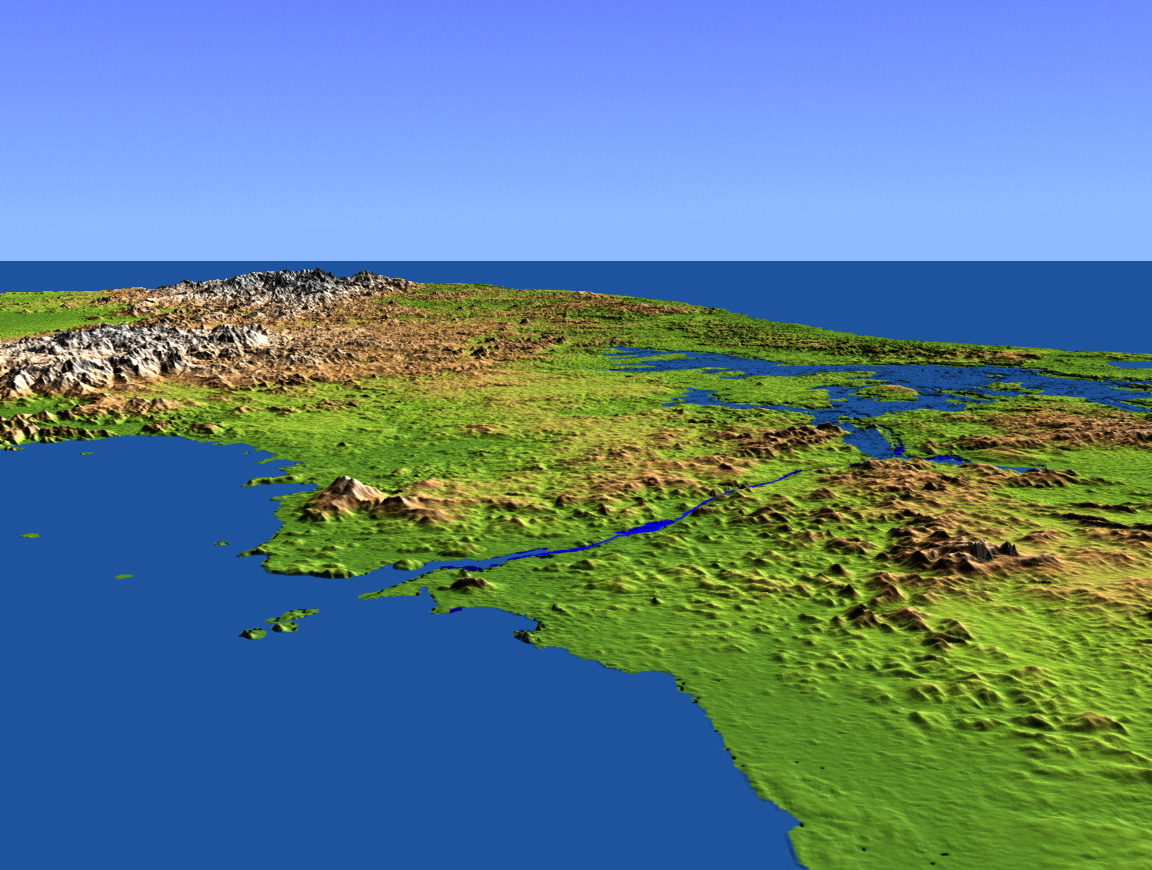
Panamakanalen.

Panamakanalen (engelska: Panama Canal, spanska: Canal de Panamá) är en större kanal i Panama som genomskär Panamanäset i Centralamerika och förbinder Atlanten i öster med Stilla havet i väster. På grund av Panamanäsets s-form ligger kanalens mynning i Stilla havet sydost om kanalens mynning i Atlanten. Byggandet av kanalen var ett, för sin tid, mycket stort och komplicerat projekt. Genom kanalen förkortas fartygsrutten från New York till San Francisco till 9 500 kilometer, vilket är mindre än hälften av den tidigare rutten runt Kap Horn som är 22 500 kilometer lång.
De första idéerna till en kanal i Panama framfördes i mitten av 1500-talet, men det första försöket att konstruera en kanal skedde 1880 under franskt ledarskap. Sedan försöket misslyckats, fullbordades arbetet av USA och kanalen kunde öppnas 1914. Utbyggnaden av den 77 kilometer långa kanalen kantades av många problem, inklusive sjukdomar (särskilt malaria och gula febern) och massiva jordskred. Det uppskattas att så många som 27 500 arbetare dog under byggandet av kanalen.
Kanalen är sedan öppningen en nyckelkanal för internationell sjöfart. År 2006 trafikerades kanalen av 14 194 fartyg, vilka överförde 296 miljoner ton last. Uppskattningsvis 800 000 fartyg har passerat genom kanalen från öppnandet 1914 till år 2002.
Panama och USA slöt 1903 ett avtal, som innebar att USA skulle bygga och förvalta Panamakanalen inklusive en åtta kilometer bred landremsa på var sida om kanalen, Panamakanalzonen. Kanalen byggdes sedan av ingenjörstrupper från USA:s armé mellan 1904 och 1914. År 1977 fattades det beslut att Panamakanalen i sin helhet skulle överföras från USA:s kontroll till Panama den 31 december 1999, vilket också skedde.

## Beskrivning

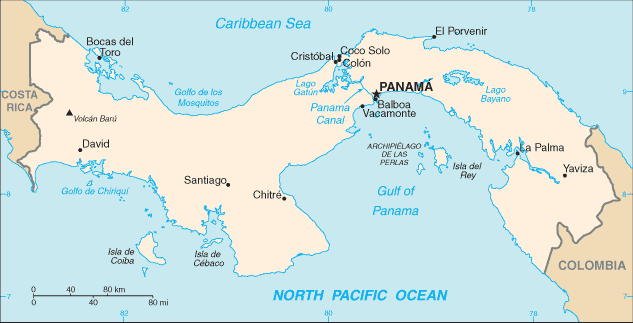
Kanalen skär från Stilla havet i söder
- nordväst genom Panamanäset
- vidare till Atlanten i norr.

Panamakanalen förbinder Panamabukten i Stilla havet med Karibiska havet och Atlanten.
På grund av Panamanäsets s-form ligger kanalens Stilla havs-ände öster om Atlanten-änden. För att undvika förvirring betecknar kanalmyndigheterna transporterna från Stilla havet till Atlanten som norrgående, och från Atlanten till Stilla havet som sydgående.
Kanalen medger genomfart av allt från små fritidsbåtar upp till stora handelsfartyg. Den maximala storleken på fartyg som kan använda kanalen kallas panamax. Ett stigande antal moderna fartyg är större än denna gräns och kallas post-panamaxfartyg, och det första kom redan 1936 med passagerarfartyget Queen Mary. Idag finns det runt 300 post-panamaxfartyg.
- För ett lastfartyg, tar en typisk passage genom kanalen omkring nio timmar. 14 194 fartyg passerade genom kanalen 2006, med en total lastkapacitet av 296 miljoner ton, vilket ger nästan 40 fartyg dagligen.[2][5] Snabbaste passagen genom kanalen gjordes 1979 med en av amerikanska flottans bärplansbåtar; passagen tog 2 timmar och 41 minuter.[2]

- Största lasten fraktad på ett fartyg var på 65 299 ton olja. Det var 1981 som tankern Arco Texas passerade kanalen med denna last.[2]

### Utformning
Kanalen består av två konstgjorda sjöar, flera utvidgade eller konstgjorda kanaler, och tre grupper av slussar. En ytterligare konstgjord sjö, Alejuelasjön, fungerar som vattenreservoar för kanalen. När bredden skulle bestämmas togs beslut att alla fartyg i världen skulle kunna använda kanalen.
Vid en färd från Stilla havet till Atlanten passerar ett skepp följande punkter:

- Från kanalens mynning i Panamabukten färdas skeppen 13 kilometer fram till de första slussarna vid Miraflores - efter att ha passerat under bågbron Bridge of the Americas. De två slussarna är tillsammans 1,7 kilometer långa och lyfter totalt 16,5 meter vid medelvattennivå.
- Den konstgjorda Mirafloressjön, som också är 1,7 kilometer lång, har en höjd över havet på 16,5 meter.
- Enkelslussen vid Pedro Miguel som är 1,4 kilometer lång och som lyfter skeppen ytterligare 9,5 meter upp till kanalens huvudvattennivå som är 26 meter över havet.
- Den 12,6 kilometer långa grävda sträckan Gaillard Cut skär genom kontinentens vattendelare, Culebrabergen med en höjd av 82 meter över havsytan, och passerar under Centennial Bridge.
- Rio Chagres, en naturlig flod, som blivit djupare och bredare efter uppdämningen som skapat Gatúnsjön, vilken den efter 8,5 kilometer förenar sig med.
- På Gatúnsjön, en konstgjord sjö skapad genom byggandet av Gatúndammen, färdas fartygen 24 kilometer tvärs över Panamanäset vilket är nära hälften av den totala sträckan.
- De tre Gatúnslussarna med en sammanlagd längd av 1,9 kilometer sänker ner fartygen till havsytan på Atlantsidan.
- Kanalen avslutas med 3,2 kilometer lång sträcka ut till Bahía Limón och Atlanten.

Den totala sträckan, inklusive de båda inloppen, är 77 kilometer, och resan tar minst 7-8 timmar.
Den maximala variationen i tidvatten på Stillahavssidan är från +3,35 meter till -3,20 meter och lyfthöjden vid Miraflores-slussarna varierar därför mellan 13,1 m vid flod och 19,7 vid ebb. Tidvattenvariationen på Atlantsidan överstiger inte 60 centimeter.
Medelvattennivån på Stillahavssidan är i genomsnitt 20 centimeter högre än på Atlantsidan. Minimidjupet i kanalen är 13 meter och minsta bredden är 153 meter.
Högst 48 fartyg per dygn kan ta sig igenom kanalen och väntetiderna vid inloppen kan uppgå till ett dygn. Bahía Límon på Atlantsidan utgör en ankringsplats avgränsad av en vågbrytare men den räcker numera ofta inte till för alla fartyg som vill trafikera kanalen. På Stillahavssidan är ankringsområdet helt öppet, men där utgör den omgivande Panamabuktens topografi ett naturligt skydd.

### Slussar
De mest spektakulära delarna av kanalen är dess slussar. Den största slussen är Miraflores-slussen. Slussarna här är 33,53 meter (110 fot) breda och med en effektiv längd på 304,8 meter (1000 fot). Det tillgängliga vattendjupet i slussarna varierar; det minsta djupet är 12,55 meter (41,2 fot) vid den södra delen av slussarna i området Pedro Miguel. Dessa dimensioner visar den maximala storleken på de fartyg som kan trafikera kanalen och kallas för panamax. Alla kanalens slussar är dubblerade och det är alltså två parallella slusstrappor på alla tre slussområdena vilket i teorin tillåter samtidig trafik i båda riktningarna. I praktiken kan dock större fartyg inte mötas säkert i Gaillard Cut, så därför används vävning av fartygskonvojer in och ur de två kanalfilerna med en riktning i taget.
- Det längsta fartyget som korsat kanalen är San Juan Prospector (Senare Marcona Prospector), med en längd av 299 meter och 32,6 brett.

- Bredast att korsa kanalen är USS New Jersey som är 294,2 meter långt och 32,91 brett.[2]

Varje slussfyllning kräver 101 000 kubikmeter vatten och vattnet fylls på med hjälp av gravitationen och ett system av kulvertar under varje sluss. Fartygen blir dragna eller styrda i slussarna med mindre lok som går på järnväg på slussväggarna. Loken kallas för mulor efter sina föregångare som tidigare användes för uppgiften. Mindre fartyg, som mindre turist- och fritidsbåtar, kan dras igenom manuellt.

### Gatún- och Alajuelasjön
Sjön Gatún och floden Chagres är nyckelleder i kanalen då de bär fartygen en betydande del av sträckan. Gatún fungerar som en vattenreservoar som tillåter slussarna att operera även under den torra årstiden. Sjön skapades och floden gjordes bredare och djupare genom konstruktionen av Gatúndammen i floden Chagres. Det översvämmade den tidigare trädfyllda dalen, och nu - nästan ett sekel senare, finns det fortfarande mahognyträd som reser sig från vattnet och som kan orsaka tillbud för mindre båtar.
Det finns en liten genvägsrutt genom sjön som är känd som "Banana Cut", och som ger en marginellt kortare rutt; Denna används av kanalbåtar och fritidsbåtar som då kan undgå den tyngre trafiken. Många öar är belägna inom Gatúnsjöns del av kanalsträckan inklusive Barro Colorado Island, där det berömda Smithsonian Tropical Research Institute (STRI) är beläget.
Vattenvolymen som används vid varje slusspassage kombinerad med regnperiodens tillskott gör det svårt att hålla vattennivån i Gatún, speciellt under torrperiod. En extra damm, Maddendammen, byggdes därför ovanför Gatún. Detta skapade Alajuelasjön – också känd som Maddensjön – vilken står för en extra vattenlagring i kanalsystemet.

### Broar
Det finns flera broar över kanalen. I den södra delen (vid Stilla havet) finns Puente de las Américas, en större vägbro som öppnade 1962; under många år var detta den enda permanenta bron över kanalen. Innan den uppfördes gick färjetrafik på samma plats. Längre norrut, vid Mirafloresslussarna, finns en öppningsbar väg/järnvägsbro som öppnade 1942, men eftersom den bara kan användas då inga fartyg passerar används den sällan numera. Vid samma plats finns en liten öppningsbar vägbro som är inbyggd i Miraflores slussystem, men den används också sällan.
Den nyaste bron är Centennial Bridge, som går över Gaillard Cut strax norr om Pedro Miguel-slussarna; denna större sexfiliga vägbro stod färdig 2004 (men öppnade för trafik 2005). Slutligen byggdes en mindre öppningsbar vägbro som en del av Gatúnslussarna; denna bro går bara att använda då slussportarna är stängda och den har en mycket liten kapacitet.
Det finns dessutom broar som inte är öppna för allmänheten, som kanalarbetare kan använda då slussportarna är stängda.

## Avgifter
Avgifterna för passage bestäms av Panama Canal Authority och är baserade på typ av fartyg, storlek och typ av last.
För containerfartyg, är avgiften beräknad per "TEU" (Twenty-foot Equivalent Unit), som är storleken på en container som har måtten 20 x 8 x 8,5 fot (6 x 2,4 x 2,6 meter). Den första april 2016 ändrades avgiften från 74 USD per lastad TEU till 60 USD per TEU kapacitet, plus 30 USD för varje lastad TEU. Den totala avgiften blir då 90 USD per TEU för ett fullastat fartyg (Ett Panamax containerfartyg kan lasta upp till 4 400 TEU). En reducerad avgift tas ut för containerfartyg i barlast (utan last).
De flesta andra typer av fartyg betalar en avgift per nettoton, där ett ton är en volym av 100 kubikfot (2,8 m³). (Tonnagekalkylen för trafikfartyg är ganska komplex) 2006 är denna avgift 2,96 dollar per ton för de första 10 000 tonnen, 2,90 dollar/ton för nästa 10 000 ton och 2,85 dollar/ton därutöver. Som med containerfartyg så reduceras avgiften för lastfartyg i barlast.
Avgiften för mindre fartyg beräknas efter deras längd.
 2012 är avgiften, räknat i dollar:
| Fartygslängd                                               | Avgift |
| ---------------------------------------------------------- | ------ |
| Upp till 15,24 meter (50 fot)                              | 800    |
| Mer än 15,24 meter (50 fot) upp till 24,38 meter (80 fot)  | 1300   |
| Mer än 24,38 meter (80 fot) upp till 30,48 meter (100 fot) | 2000   |
| Mer än 30,48 meter (100 fot)                               | 3200   |

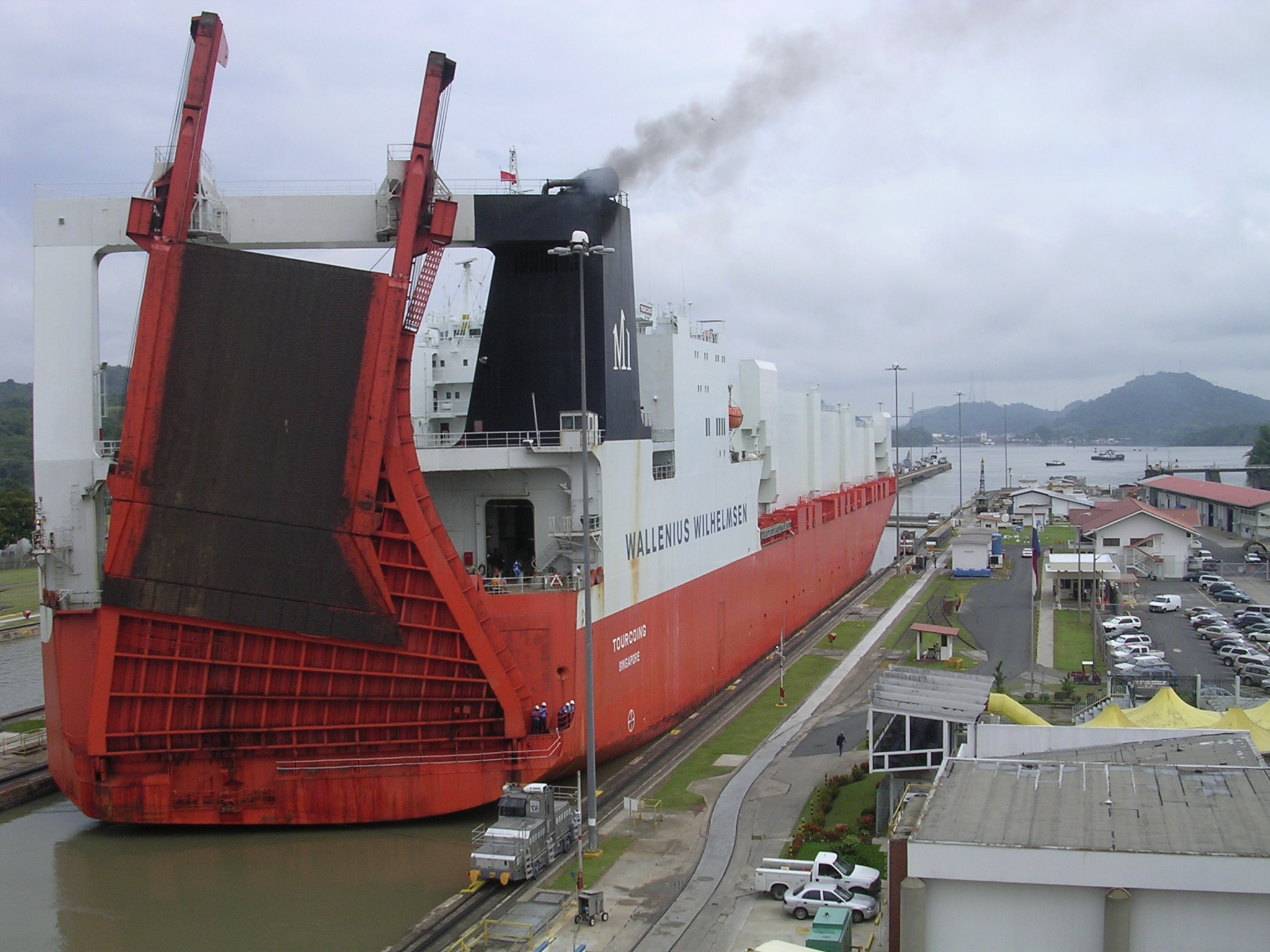
RoRo-fartyg, som det här vid Miraflores slussar, är bland de största fartygen som använder kanalen.

Den högsta avgiften för kanalpassage hittills debiterades den 25 september 2003 för kryssningsfartyget Coral Princess, som betalade 226 194,25 dollar för passagen. Den lägsta uttagna avgiften var satt till 36 cent, för den amerikanske äventyraren Richard Halliburton som simmade genom kanalen 1928. Medelavgiften är cirka 54 000 dollar.

## Historia

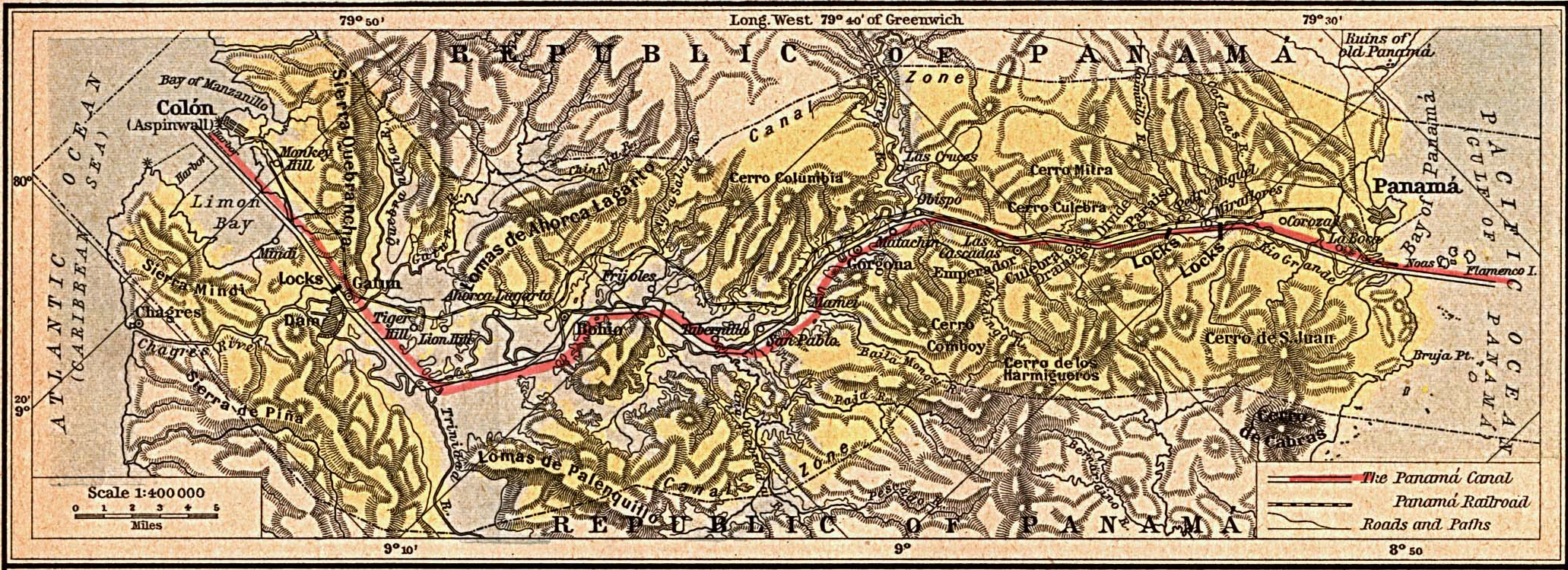
Denna höjdkarta över Panamakanalen, ritad 1923, visar topografin i den region där kanalen byggdes.

Det tidigaste bevarade omnämnandet av en kanal genom det centralamerikanska näset är från 1534, då den tysk-romerske kejsaren och spanske kungen Karl V föreslog att en kanal genom Panama skulle underlätta resan för skepp till och från Ecuador och Peru.
Med tanke på Centralamerikas strategiska läge som ett smalt landområde mellan två världshav gjordes flera försök med olika handelsförbindelser under åren. Den misslyckade Darienplanen var ett försök av Skottland att 1698 bygga en handelsväg landvägen, men besegrades av de dåliga förhållandena i området och övergavs 1700. 1846 ingicks Mallarino-Bidlackfördraget som var det första fördraget som garanterade USA inflytande över transporterna på Panamanäset. Slutligen byggdes Panamajärnvägen över näset och invigdes 1855. Denna landförbindelse underlättade handeln mycket och denna viktiga del av infrastruktur var en nyckelfaktor då det senare bestämdes hur kanalen skulle gå.

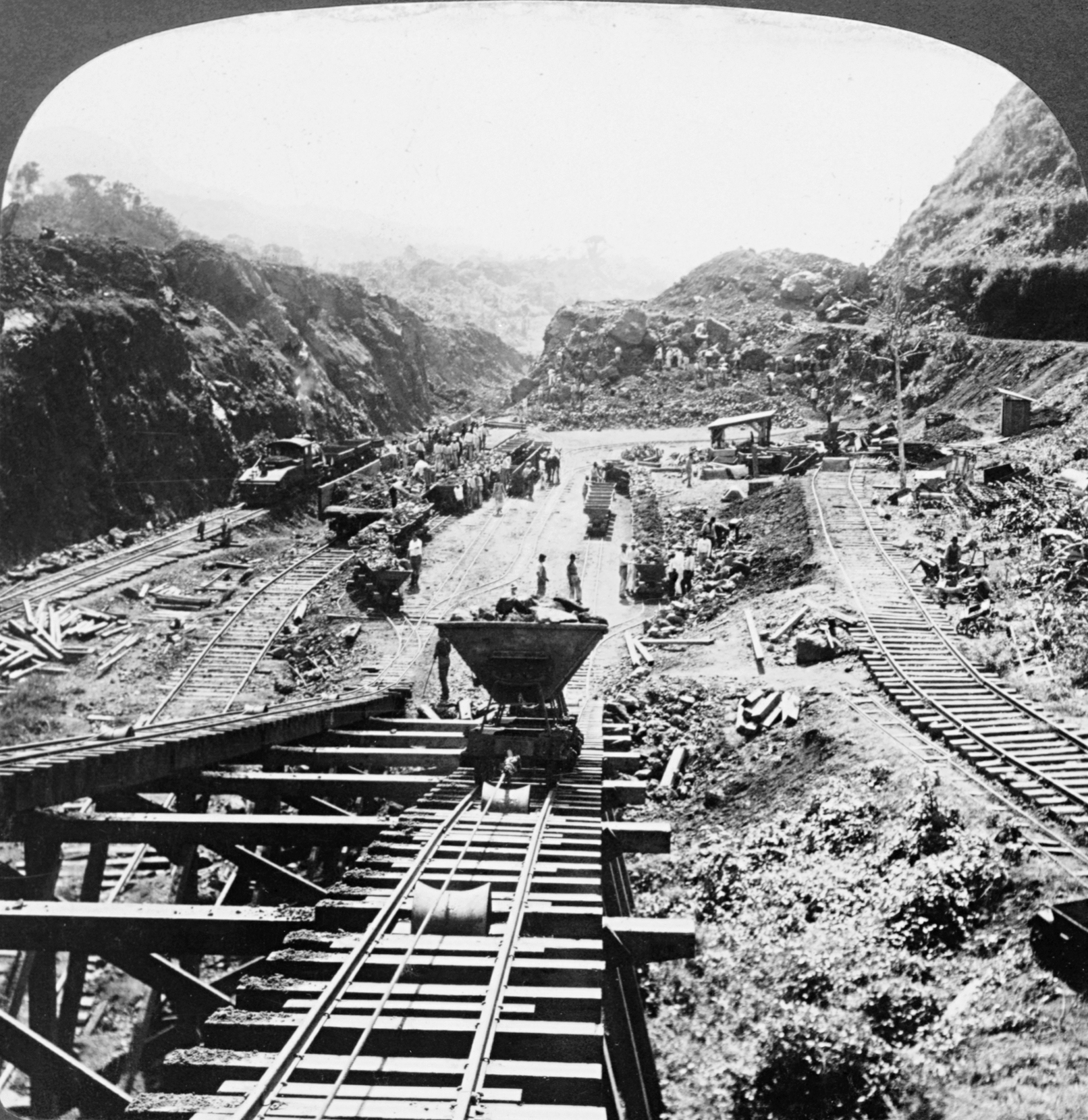
Ett fotografi från 1907 visar byggnadsarbetet vid Gaillard Cut

En vattenförbindelse mellan världshaven sågs fortfarande som den ideala lösningen, och kanalidén kom upp vid flera tillfällen och bland annat undersöktes en möjlig Nicaraguakanal flera gånger. Slutligen började fransmännen, stärkta av framgångarna med Suezkanalen, att 1 januari 1880 bygga en kanal vid havsnivå (det vill säga utan slussar) under ledning av Ferdinand de Lesseps, genom den dåvarande provinsen Panama. 1893, efter mycket arbete, var fransmännen tvungna att ge upp på grund av sjukdomar och svårigheten att bygga en havsnivåkanal. De höga dödstalen var en av huvudfaktorerna bakom misslyckandet, även om det inte finns några detaljerade siffror beräknas så många som 22 000 arbetare ha dött under arbetet med den franska konstruktionen 1881–1889. Panamabolaget blev också insolvent 1889. Bolagets skulder samt korruption orsakade en stor politisk skandal i Frankrike. 1892-93 inleddes åtal mot bland andra Ferdinand de Lesseps och Gustave Eiffel.
USA, under ledning av Theodore Roosevelt, köpte den franska utrustningen och utgrävningarna och började arbetet 1904, efter att ha hjälpt Panama att förklara sig självständigt mot Colombia i utbyte mot kontrollen över Panama Canal Zone. Stora investeringar gjordes för att utrota sjukdomar i området, huvudsakligen gula febern och malaria, vars orsaker man nyligen hade upptäckt. Då sjukdomarna var under kontroll och efter att betydande arbete lagts ned för att förbättra infrastrukturen, kunde arbetet med en kanal med slussar inledas. Kanalen invigdes formellt 15 augusti 1914, med transporten av lastfartyget Ancon.
Även om framstegen vad gäller hygien ledde till relativt låga dödstal under den amerikanska byggtiden avled 5 609 arbetare under denna tid (1904–1914). Detta innebär att de totala dödstalen, för Panamakanalens uppförande, är kring 27 500.
Under bygget tillverkade Trollhättans Mekaniska Verkstad (senare NOHAB) bland annat 236 skruvar till slussarna. Skruvarna var 8 meter långa, 1,5 dm i diameter och vägde 910 kg/st.
Under 1930-talet fann man att vattentillgången skulle komma att bli ett problem för kanalen, vilket ledde till att Maddendammen över Chagresfloden ovanför Gatúnsjön byggdes. Dammen, som stod färdig 1935, skapade Alajuelasjön, som utgör ett extra vattenmagasin för kanalen. 1939 genomfördes ytterligare stora förbättringar: nya slussar för kanalen, stora nog att släppa igenom USA:s större krigsfartyg. Arbetet fortsatte under flera år och betydande utgrävningar utfördes, men projektet lades ned efter Andra världskriget.
Efter kriget blev USA:s kontroll över kanalen och kanalområdet en stridsfråga då relationen mellan Panama och USA blev allt mer spänd. Många panamaner ansåg att kanalområdet tillhörde Panama; studenter protesterade men möttes av stängsel och ökad militär närvaro. Förhandlingar om ett nytt fördrag inleddes 1974, och ledde till Torrijos-Carterfördragen. Dessa undertecknades av USA:s president Jimmy Carter och Omar Torrijos från Panama 7 september 1977, och ledde till en process för att överlämna kanalen till Panama. Trots att det var kontroversiellt i USA ledde fördraget till att kontrollen över kanalen 31 december 1999 överlämnades till Panama Canal Authority.

## Nutid
Mer än hundra år efter öppningen så fortsätter kanalen att fira stora framgångar. Även om världens sjöfart – och fartygens egen storlek och design – har förändrats till oigenkännlighet sedan kanalen konstruerades, så fortsätter kanalen att vara en vital länk i världshandeln, och fraktar mer tonnage än någonsin, med mindre administrativa kostnader. Trots detta så står kanalen verkligen inför en rad stora potentiella problem.

### Effektivitet och underhåll

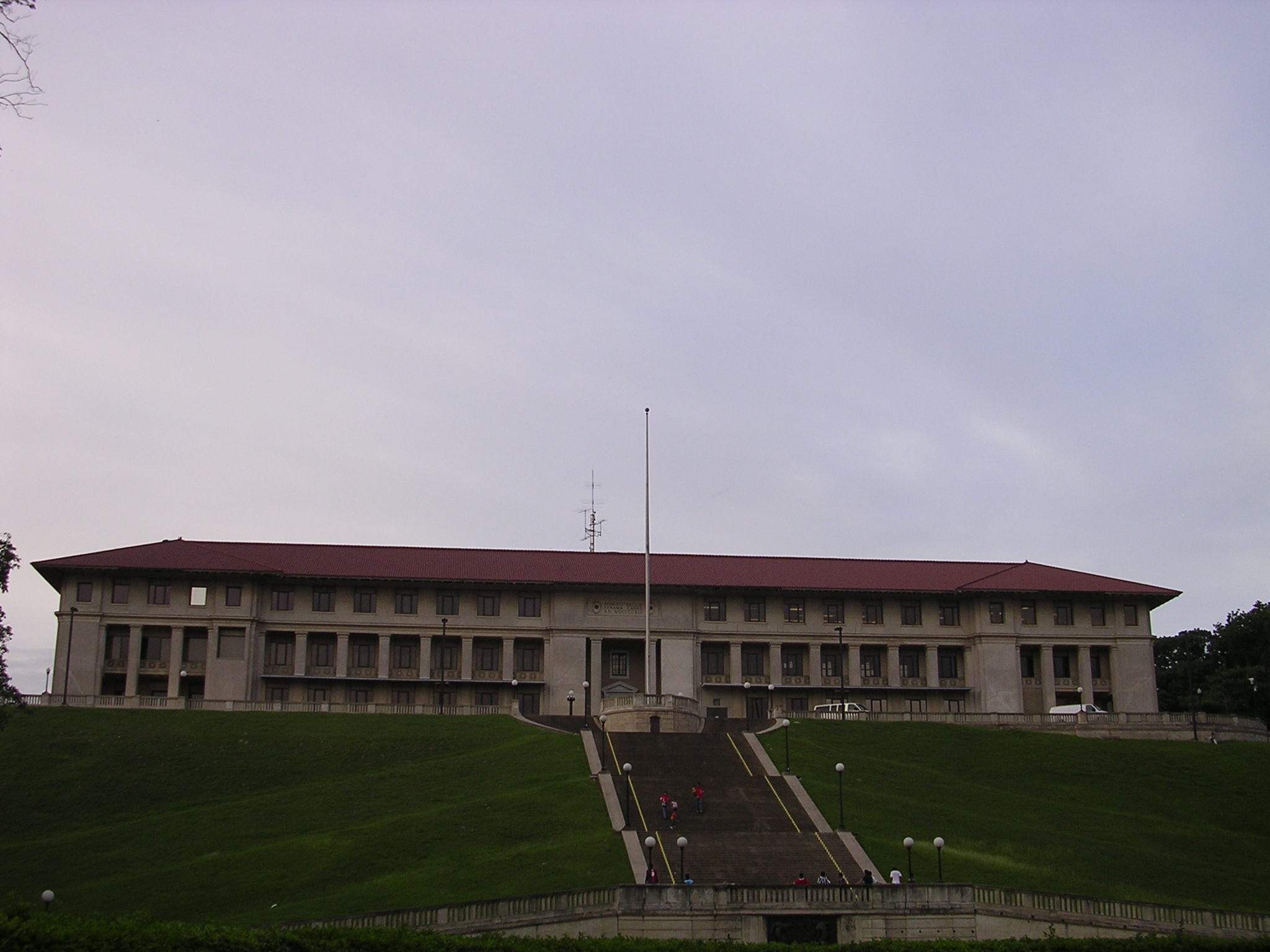
Panamakanalens huvudkontor ligger i Balboa, Panama.

Det fanns farhågor att kanalens effektivitet och underhåll skulle försämras efter att USA släppt kontrollen, men kanalen driftseffektivitet går fortsatt framåt under PCA.Canal Waters Time (CWT), är snittiden för ett fartyg att passera kanalen, inklusive väntetid. CWT är därför också ett nyckeltal på effektivitet.
Enligt PCA är kanalens vattentid på väg nedåt samtidigt som olyckorna ligger på rekordlågt värde.
Ökande volymer av USA:s import från Asien, som tidigare gick till USA:s västkust går nu via kanalen direkt till dess östkust. Den totala siffran av passager är räkenskapsåret 1999: 14 336 och det föll 2003 till låga 13 154 troligen delvis på grund av globala ekonomiska faktorer. 2005 ökade antalet passager igen till 14 011 (kanalens räkenskapsår löper från oktober till september).
Dessa siffror bör beaktas ihop med en ständig ökning av medelfartygens storlek, varför fraktat tonnage har ökat från 227,9 miljoner PC/UMS ton 1999 - till 278,8 miljoner ton 2005. Trots några flaskhalsars (till exempel Gaillard Cut) inflytande på fartygens storlek, så signalerar alltså siffrorna total ökning av tonnage, trots färre fartyg. Kanalen slog ett trafikrekord den 16 mars 2004 med 1 005 551 PC/UMS ton
fraktat på en dag och detta slogs den 13 mars 2006 när 1 070 023 PC/UMS ton trafikerade kanalen.
Kanalens administration har investerat nära 1 miljard dollar för att bredda och modernisera kanalen, med målet att öka kapaciteten med 20 procent. 
Större förbättringsprojekt är: 
- Att bredda och räta ut Gaillard Cut för att minska problemet med mötande trafik.
- Att fördjupa farleden i Gatunsjön för att minska trafikens restriktioner och förbättra vattenflödet.
- Att fördjupa båda mynningarna in till kanalen.
- En ökning av bogserbåtsflottans storlek med 20 procent.
- Förbättringar av kanalens maskineri inklusive flera, större och kraftigare draglok.
- Ersättning av mer än 16 kilometer järnvägsräls, samt nya maskinkontroller.

Förbättringar har gjorts på trafikledningssystemet för att mer effektivt kontrollera trafikflödet genom kanalen. Efter USA:s tillbakadragande har Panama tagit över försäljningen av vattenkraft/elektricitet, genererad i kanaldammarna, som tidigare USA regering skötte. Bara 25 procent av den producerade elektriciteten går åt till driften av kanalen.

### Kapacitet
Kanalen hanterar idag avsevärt mera trafik än upphovsmännen någonsin kunde tänka sig. Det beräknades 1934 att den maximala kapaciteten skulle ligga på runt 80 miljoner ton per år men som nämnts tidigare i texten så har det under 2006 fraktats 296 miljoner ton. Trots framstegen som har gjorts i effektivitet så beräknas kanalen snart nå sin maximala kapacitet. En ytterligare komplikation är fartygens storlek som allt oftare ligger på eller över Panamax. Detta kan resultera i en framtida minskning av antalet transporter, även om det fraktade tonnaget ökar. I vilket fall som helst så behöver kapaciteten höjas om Panamakanalen ska klara behoven från världens sjöfart.

### Konkurrens
Efter att ha haft en särställning i många år, har kanalen på senare tid fått möta en ökande konkurrens från annat håll.
Det spekuleras om möjligheten att skapa en ny kanal genom Mexiko eller Colombia som skulle klara av betydligt större fartyg, och det har funnits flera förslag om leder genom Nicaragua, dels en kanal föreslagen av regeringen, och dels ett par privata förslag om en järnvägsförbindelse mellan hamnar vid de båda kusterna. 

Kritiker har också gett uttryck för sin oro över planerade höjningar av kanalavgifter och föreslagit att Suezkanalen skulle kunna komma att bli ett realistiskt alternativ för frakter mellan Asien och amerikanska östkusten. I väntan på eventuella alternativ, ökar dock efterfrågan på att få nyttja kanalen.
Den ökade smältningen av isen i Norra ishavet har också lett till att spekulationer om att Nordvästpassagen någon gång i framtiden skulle kunna komma att bli användbar för kommersiell sjöfart. Denna skulle minska sträckan mellan Asien och Europa med 9 300 km jämfört med Panamakanalen och därmed kunna komma att ta över en del av trafiken genom denna. En sådan väg vore dock inte utan problem; förutom problem med is finns det olösta territoriella spörsmål.

### Vattenfrågor
Ett markant problem är den minskande mängden vatten i sjön Gatún, framför allt beroende på skogsavverkning.
Varje gång ett fartyg far genom kanalen följer 200 miljoner liter färskvatten med ut i havet,

och trots att den årliga nederbörden är tillräcklig för att kompensera detta, så innebär den varierande mängden regn mellan årstiderna att vatten måste lagras mellan regnperioderna.
Även om Gatún kan lagra en del av detta vatten, så har traditionellt regnskogen spelat en avgörande roll genom att absorbera regnet och sedan släppa ifrån sig vattnet i en jämnare takt. På grund av den minskande vegetationen rinner regnet snabbare utför de kalhuggna sluttningarna ned i sjön och vidare ut i havet. Detta leder till vattenbrist under torrperioderna då relativt lite vatten rinner ned i sjön.
Skogsskövlingen och den därav orsakade erosionen leder också till större mängder slam som samlas på botten och minskar sjöns kapacitet.
Ytterligare ett problem är vattenförorening genom oljespill från de förbipasserande fartygen.

### Kinesisk närvaro
Innan 1999 års överlämning av kanaldriften, hade Panamas regering en internationell budgivning för ett 25-årigt kontrakt för kanalens hamnar för containerfartyg (anläggningar vid kanalens båda mynningar), vilken med liten marginal vanns av det kinesiska företaget Hutchison Whampoa, baserat i Hongkong och ägt av Li Ka Shing, som är Kinas mest förmögne man. Det förekom kritik i USA att detta skulle ge Kinas militär en ockupationsmöjlighet, eller ett övertagande av kanalen, eller till och med en attack på USA:s fastland med kanalen som bas. Panamas regering framhöll att det kinesiska företaget bara hade kontrakt på att sköta hamnarna vid mynningarna, och kritikerna noterade att enligt Neutrality Act har USA rätt att militärt ingripa om de anser det nödvändigt. Budgivningens försvarare menar att driften av hamnarna spelar en mindre roll i förhållande till kanalens huvudsakliga drift och att Hutchinson Whampoa bara gav det bästa budet till förmån för Panamas invånare.

### Trumps anspråk
Den 8 januari, 2025 under en pressträff med nyvalde amerikanske presidenten Donald Trump ett uppmärksammat utspel där han gjorde anspråk på Grönland och Panamakanalen. Han kunde i samband med detta inte utesluta militära eller ekonomiska medel för att USA skulle få kontroll över dessa territorium. Uttalandet väckte snabbt mycket kritik och uppmärksamhet.

## Framtiden
Med ökande krav är kanalen i positionen att bli en unik faktor under överskådlig framtid. Ändringar i fartygens byggsätt – i synnerhet den ökande andelen post-panamax fartyg – gör det dock nödvändigt med ändringar av kanalen om den ska kunna behålla sin marknadsandel. Beräkningar säger att 37 procent av handelsflottan kommer att vara för stor för den nuvarande kanalen år 2011 och en utebliven kapacitetshöjning kommer därför att resultera i en kraftig minskning av marknadsandelar. Den maximala kapaciteten i den nuvarande kanalen, med relativt små förbättringar, har beräknats till mellan 330 och 340 miljoner PC/UMS ton per år. Nära 50 procent av fartygstrafiken använder redan hela bredden i slussarna. Uppgraderingsplaner liknande 1939 års The Third Locks Scheme, som går ut på att tillåta fler och större fartyg, har diskuterats en tid och håller nu på att genomföras.
Den 4 april 2006 rapporterade BBC att det allmänt antogs att planen skulle godkännas av president Torrijos regering och dess parlament "National Assembly of Panama", där regeringen har majoritet. National Assembly har genomfört en nationell folkomröstning i ärendet, som Panamas konstitution förskriver. Omröstningen resulterade, den 22 oktober 2006, i ett stöd på cirka 78 procent till att genomföra en utbyggnad av kanalen enligt den liggande planen.

### Third set of locks project

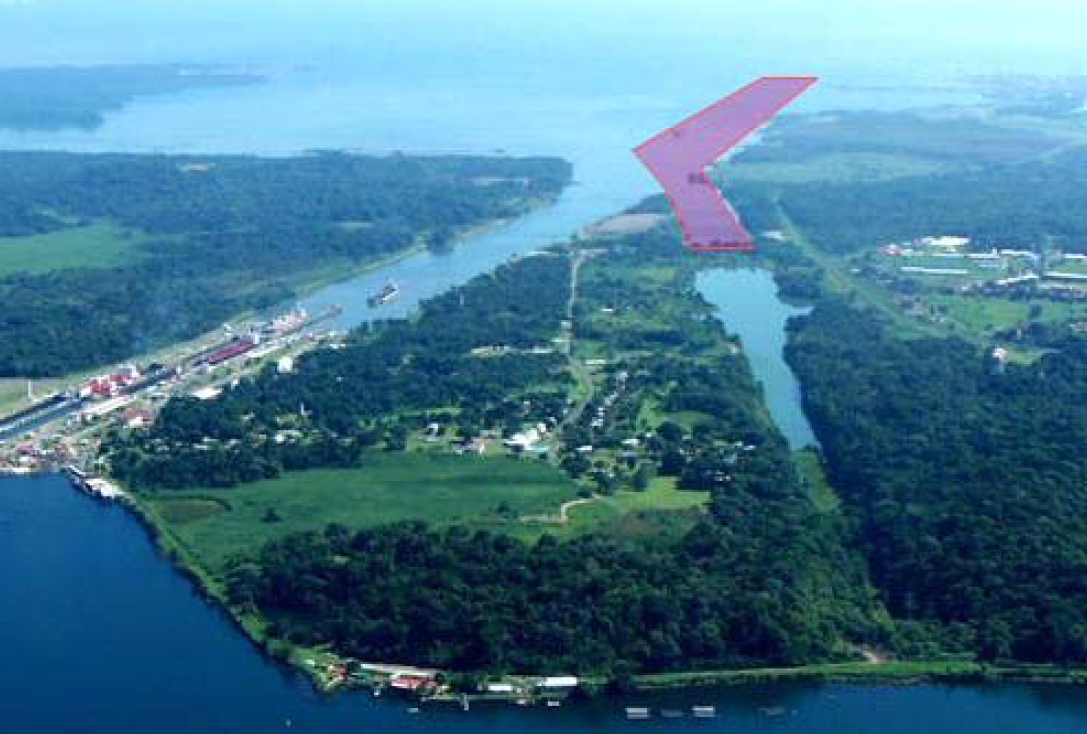
Atlantsidans planerade slussinlopp för dagens post-panamax.

Den nuvarande planen gäller två nya slusstrappor: en öster om den nuvarande Gatún-slussen och en sydväst om Miraflores slussar, inklusive inloppskanaler. Varje trappa kommer att gå direkt från havsnivå till Gatúnsjöns nivå istället för den nuvarande utformningen med två sluss-steg vid Miraflores / Pedro Miguel. De nya slusskamrarna kommer av säkerhetsskäl att ha dubbla skjutportar, samt kommer att ha en längd på 427 meter (1 400 fot), en bredd på 55 meter (180 fot) och ett djup på 18,3 meter (60 fot). Detta kommer att tillåta fartyg med en bredd upp till 49 meter (160 fot), en total längd på 366 meter (1 200 fot) och med ett djupgående på upp till 15 m (50 fot) vilket motsvarar ett fartyg som fraktar cirka 12 000 20-fots container (TEU).
De nya slussarna kommer att nås via nya anslutningskanaler, inklusive en 6,2 kilometers kanal vid Miraflores från slussen till Gaillard Cut runt Mirafloressjön. Varje slussränna kommer att bli 218 meter bred (715 fot), vilket kommer att kräva att post-Panamax fartyg navigeras in i slussarna i en riktning i taget. Gaillard Cut och kanalen genom Gatúnsjön kommer att breddas till inte mindre än 280 meter (918 fot) på de raka partierna och inte mindre än 366 meter (1 200 fot) i kurvavsnitten. Gatúnsjöns maximala nivå över havet kommer att ökas från referenshöjden 26,7 meter till 27,1.
Varje slusstrappa ska få nio stycken vattenbassänger (tre per slusskammare), och varje bassäng blir då cirka 70 meter (230 fot) bred, längden blir 430 meter (1 410 fot) och djupet hamnar på 5,5 meter (18 fot). I dessa gravitationsmatade bassänger kommer 60 procent av vattnet i varje slusscykel att återanvändas; de nya slussarna kommer att använda 7 procent mindre vatten än den nuvarande slussfilen. Gatúnsjöns extra djup och höjningen av den maximala vattennivån kommer också att resultera i en avsevärd höjning av vattenförrådet. Dessa planerade förändringar är avsedda att möjliggöra funktion för den uppgraderade kanalen utan att konstruera nya vattenreservoarer.
Den beräknade kostnaden för detta är cirka 5,25 miljarder dollar. Projektet är planerat att kunna tillåta en trafikökning från 280 miljoner PC/UMS år 2005 till nära 510 miljoner PC/UMS ton 2025; den uppgraderade kanalen kommer att ha en maximal stabil tonnagenivå per år på cirka 600 miljoner PC/UMS ton per år. Tullarna kommer även fortsättningsvis vara baserade på fartygstonnage och kommer inte att baseras på använda slussar. De nya slussarna förväntas kunna vara öppna för trafik 2015. De nuvarande slussarna, vilka då kommer att vara 100 år, kommer att kunna vara mer åtkomliga för underhåll, och är projekterade att kunna fortsätta användas.
Den 3 september 2007 påbörjades arbetet med att expandera kanalen då tusentals invånare i Panama bevittnade en stor explosion vid Paraiso i Panama City vid kanalens södra mynning i Stilla havet. Explosionen inledde symboliskt den praktiska inledningen av expansionsprojektet med att lösgöra en del av en bergssida. Det hela blev initierat genom en arbetares död då hans lastbil körde in i en kraftledningsmast. Projektets första fas blir en utgrävning av en 218 meter bred anslutning från Culebra Cut till Stilla havet, genom att transportera bort 47 miljoner kubikmeter av jord och berg. Detta är det första steget i att anlägga de nya slusstrapporna enligt den liggande huvudplanen.

## Övrigt
Panamakanalen finns med på den lista över moderna världens sju underverk som American Society of Civil Engineers sammanställde 1994.